# Guto Silva
Luiz Augusto Silva, conhecido como Guto Silva (Maringá, 11 de fevereiro de 1977), é um empresário, político e consultor internacional brasileiro, que atualmente ocupa o cargo de Secretário das Cidades do Estado do Paraná no governo de Ratinho Júnior,  sendo responsável pela coordenação de projetos estratégicos das ações de governo, com papel crucial na articulação entre Municípios e Estado, promovendo Políticas Públicas que atendam às particularidades locais, como o Asfalto Novo, Vida Nova e Ilumina Paraná, que levará iluminação LED a todo o Estado.
Antes de ingressar na política, Silva construiu uma sólida carreira como consultor internacional, atuando em mais de 78 países nos cinco continentes. Ele trabalhou na estruturação de canais de abastecimento, negociações comerciais e desenvolvimento de projetos estratégicos nas áreas de comércio exterior e logística. É autor de livros utilizados como referência acadêmica, incluindo “Logística no Comércio Exterior” e “Gestão Global”, publicados pela Editora Aduaneiras.
Guto Silva iniciou sua carreira política como o vereador mais votado de Pato Branco, com 2.222 votos em 2008. Em 2014, foi eleito Deputado Estadual. Reeleito, atuou como Deputado Estadual do Paraná entre 2018 e 2022, e Secretário-Chefe da Casa Civil do Paraná entre 2019 e janeiro de 2022. Nesse período, foi nomeado pelo Governador Ratinho Junior, liderando reformas administrativas que resultaram na economia de R$ 3 bilhões para o estado, com cortes de gastos e medidas de modernização. Nessa época, consolidou sua atuação em defesa do Paraná.
Entre suas principais entregas está o programa "Descomplica Paraná", que reduziu o prazo de abertura de empresas de 20 dias para apenas 8 horas, além de promover a redução de privilégios e a simplificação de processos, tornando a máquina pública mais ágil e eficiente.
No final de 2022, aceitou o convite do Governador Ratinho Júnior e, de janeiro de 2023 a março de 2025, liderou a Secretaria do Planejamento do Paraná.
Coordenou mais de 70 projetos estratégicos voltados à inovação, à sustentabilidade e ao desenvolvimento regional.

## Vida pessoal e formação
Guto Silva nasceu em Maringá, Paraná, no dia 11 de fevereiro de 1977.
Na área acadêmica, tem Ensino Superior completo, sendo graduado em Administração, com habilitação em Comércio Exterior; pós-graduado em Gestão de Recursos Humanos e também tem um MBA em Gestão de Negócios pela FAE Business School; como empresário, na área de comércio exterior, já esteve em mais de 65 países como trader e consultor internacional de negócios.
Sua trajetória acadêmica reflete seu interesse por negócios e liderança. Além disso, publicou dois livros pela Editora Aduaneiras, "Logística no Comércio Exterior" e "Gestão Global".
Silva é doutorando em Gestão de Negócios pela Universidade Nacional de Misiones, na Argentina, e concluiu um Pós-MBA em TrendsInnovation pela Inova Business School. Também realizou formação de líderes em Economia Verde na Universidade de Stanford, nos Estados Unidos.
Guto Silva é casado com Karina Amadori, artista plástica, e pai de dois filhos, Francisco e Mariana.

## Carreira profissional e internacional
Antes de consolidar sua jornada política, Guto Silva teve uma trajetória destacada no setor privado como empreendedor e consultor internacional. Com uma sólida formação acadêmica, ele desenvolveu projetos de comércio exterior e participou ativamente na estruturação de estratégias comerciais em mercados globais.
Sua experiência internacional é um dos pilares de sua carreira. Ao longo dos anos, Guto Silva visitou e atuou em mais de 78 países, adquirindo um profundo conhecimento sobre mercados internacionais e ampliando sua visão estratégica sobre negócios globais. Essa vivência prática permitiu a ele liderar projetos de exportação, prospectar novos mercados para empresas brasileiras e oferecer consultoria especializada em estruturação de operações comerciais em diferentes regiões do mundo.
No Brasil, Guto Silva também desempenhou um papel importante como empreendedor, contribuindo para o desenvolvimento de negócios com foco em inovação e internacionalização. Sua experiência global tornou-se um diferencial em sua transição para a vida pública, na qual tem utilizado sua expertise para implementar políticas que fomentam o desenvolvimento econômico e a atração de investimentos para o estado do Paraná.

## Trajetória na política
Na política, Guto Silva inicou cedo a sua trajetória. Em 2008 concorreu ao cargo de Vereador pelos Democratas; mais tarde, entre 2012 e 2014 foi Subchefe da Casa Civil do Governo do Paraná. Dois anos depois, em 2010, concorreu a Deputado Estadual pelo partido Democratas. Em 2014, já pelo Partido Social Cristão, conseguiu ser eleito Deputado Estadual com cerca de 45,3 mil votos. Mais tarde, em 2018, foi reeleito com 66,4 mil votos, desta vez pelo Partido Social Democrático. Silva também foi Vereador em Pato Branco.
Após servir por três anos como Secretário-Chefe da Casa Civil do Paraná, Silva deixou o cargo em janeiro de 2022 para concorrer ao Senado Federal nas eleições do mesmo ano. De volta à Assembleia e retomando o mandato como Deputado Estadual, foi substituído por João Carlos Ortega, ex-vice-prefeito de Jandaia do Sul. Na chefia da Casa Civil, foi um dos responsáveis por iniciativas como a "Descomplica Paraná", a Lei de Parcerias Público-Privadas, a Lei da Liberdade Econômica, a implementação do Banco de Projetos Executivos e, também, o programa de apoio aos municípios com recursos devolvidos pela Assembleia Legislativa do Paraná.
Abriu mão da sua candidatura ao Senado para coordenar a campanha de reeleição do Governador Ratinho Junior em 5 de agosto de 2022. No final de 2022, foi escolhido por Ratinho Júnior para chefiar a Secretaria do Planejamento do Paraná.
Em março de 2025 foi anunciado pelo Governador Ratinho Junior para ser o gestor da Secretaria das Cidades, uma das pastas mais importantes e estratégicas do Governo do Paraná, responsável por coordenar e articular a política de desenvolvimento urbano do estado, com foco em habitação, saneamento e transporte, além de auxiliar os municípios do Paraná na obtenção de recursos e apoio técnico.